# Oratorio di Sant'Anna (Blenio)
L'oratorio di Sant'Anna è un edificio religioso situato a Grumarone, località nel territorio di Blenio; fu eretto forse nel 1622, e restaurato nel 1925.

## Descrizione
La sala è coperta con un soffitto piano, mentre il coro ha la volta a crociera.
All'interno, lungo le pareti e nelle lunette della volta, sono presenti affreschi del 1624, in parte ridipinti da Attilio Balmelli nel 1925, raffiguranti episodi evangelici e della vita della Vergine, e alcuni santi e Padri della Chiesa.